# Ljubav ili smrt
Ljubav ili smrt è un film del 2014 diretto da Daniel Kušan e tratto dal romanzo omonimo di Ivan Kušan, padre del regista.
Si tratta del terzo ed ultimo film della serie dedicata alle avventure del giovane detective Koko dopo Koko i duhovi (2011) e Zagonetni dječak (2013). Il libro da cui il film è stato tratto è stato scritto come se fosse un'autobiografia del protagonista Koko.

## Trama
Koko è ormai entrato nella pubertà ma per lui continua a non esistere cosa più importante nella vita che il calcio. Quando l'amico Zlatko, che passa il tempo leggendo ogni tipo di libro, gli fa notare quanto sia immaturo, Koko gli dice di essere innamorato di una misteriosa ragazza.

## Sequel cancellato
Doveva essere realizzato un altro film della serie tratto dal romanzo Koko u Parizu di Ivan Kušan, ma il film alla fine venne cancellato per ragioni finanziarie.